# My Bloody Valentine
A My Bloody Valentine az Odaát című televíziós sorozat ötödik évadának tizennegyedik epizódja.

## Cselekmény
Elérkezik a Valentin nap, a fiúk pedig egy újabb ügyön dolgoznak, melyben egy fiatal pár szétmarcangolta egymást. A holttesteket megtaláló nő kikérdezése és a holttestek átvizsgálása után sem tudnak meg többet, ám történik egy újabb tragédia; egy nő betör barátja munkahelyére, az egyik dolgozót megöli, majd a pár öngyilkosságot követ el. Visszatérve a hullaházban, Dean és Sam felfedezik, hogy az áldozatok közt van kapcsolat, méghozzá a szívükön lévő, különös Enochiai pecsét. Castiel is bekapcsolódik a nyomozásba; úgy gondolja, hogy egy alacsonyabb rendbe tartozó angyal, egy Cupidó áll az esetek mögött.
Egy étteremben várják, hogy felbukkanjon a teremtmény, ám míg várakoznak, Castiel angyal létére rengeteget kaját eszik. Végül Cas érzékeli a Cupidó jelenlétét, és az épület hátsó részében el is fogja azt; egy humoros, kövér, meztelen férfit. Miután saját módján köszöntötte mindhármukat, kijelenti, ő nem tud semmit a halálesetekről, ő csak összehozza a párokat, hogy a vérvonalak és a sorsok beteljesüljenek, akárcsak a Winchester családnál. Dean erre felkapja a vize, és bevág egyet a Cupidónak, mire az eltűnik. Sam másnap ismét bemegy a hullaházba, méghozzá egy férfi miatt, aki addig tömte magába a sütiket, míg szét nem durrant a gyomra. Kifelé menet, miután felhívta bátyját -és megtudta tőle, hogy az elmúlt pár napban több tucat ember halt meg túladagolástól, és egyéb önmarcangoló módszerektől-, az utcán felfigyel egy öltönyös, aktatáskás fickóra, akit már korábban is látott ugyanitt, ezért követni kezdi. Miután megbizonyosodott róla, hogy démon, egy sikátorban rátámad a démonölő tőrrel, és megsebzi, mire a szörnyeteg elmenekül, hátrahagyva aktatáskáját. Dean és Sam a motelben kinyitják a poggyászt, melyből vakító, hatalmas fehér fény lobban fel, pár pillanat múlva pedig elhalványul. Castiel tűnik fel, aki szerint a táskában egy emberi lélek van, amit nem másnak akartak szállítani, mint az Apokalipszis újabb lovasának, az Éhínségnek. Éhínség ugyanis a környéken ólálkodik, és miatta őrülnek meg az emberek, hiszen ki vannak éheztetve legfőbb vágyaikra, köztük a drogokra, szexre, de legtöbben az evésre. Mivel Sam is egyre inkább vágyik a friss démonvérre, saját kérésére Dean kibilincseli őt a fürdőszobában, majd Cas-szel megpróbál a lovas nyomára akadni.
Mikor értesülnek róla, hogy a hullaház boncnokát is elvitte a sok piálás, és lelkét még nem rabolták el, az épület előtt megvárják, míg egy démon eljön érte, majd az Impalával követni kezdik. A nyomok egy bárhoz vezetnek, ahol a tolószékes, beteg öregembernek kinéző Éhínség és démoni testőrei tartózkodnak, a hely halott vendégeivel és személyzetével, akik szintén vágyaiktól haltak. Ez idő alatt, a motelben feltűnik két odarendelt démon, akik el akarják vinni Samet, ám mikor kinyitják bilincsét, a fiú nekik esik, és megöli őket, majd vérükből kezd táplálkozni. Mielőtt betérnének, a folyton zabáló Cas kérdőre vonja Deant, őrá miért nem hat a lovas, mire a fiú azt feleli, neki mindene megvan. Berontva az étkezdébe, Deant azonnal elfogják, társát pedig még inkább hatalmába keríti az éhség, így kénytelen tovább enni. Mialatt Éhínség társalogni kezd Deannel, és a képébe vágja, hogy azért nem érez semmilyen vágyat, mert belül neki csupa üresség van, Sam váratlanul megjelenik, és természetfeletti képességével, kiűzi az odabenn tartózkodó démonokat. Éhínség megdicséri a fiút, és jó étvágyat kíván testőrei elfogyasztásához, ám mivel Sam nem kér ebből, a gonosztevő eszi meg a fekete füstoszlopba összegyűlő démonjait. Miután Sam rájött, hogy ellenfelére nem hat képessége, azt a megevett démonokra összpontosítja, majd azokat hatalmába kerítve, belülről szaggatja szét a lovast, aki ennek folytán elpusztul, tébolyító hatása elmúlik.
Az esetet követően, a fiúk Samet ismét Bobby pánikszobájába zárják, látván, ismét feltört benne a démonvérre való vágy...

## Természetfeletti lények

### Démonok
A démonokat a folklórban, mitológiában és a vallásban egyaránt olyan természetfeletti lényként, gonosz szellemként írják le, melyeket meg lehet idézni, és irányítani is lehet. Közeledtüket általában elektromos zavarok jelzik, maguk mögött pedig ként hagynak.

### Angyal
Az angyalok Isten katonái, aki időtlen idők óta védelmezik az emberiséget. Eme teremtményeknek hatalmas szárnyaik vannak, emberekkel azonban csak emberi testen keresztül képesek kapcsolatba lépni, ugyanis puszta látványuk nemcsak az emberek, de még a természetfeletti lények szemét is kiégetik, hangjuk pedig fülsiketítő. Isteni képességük folytán halhatatlanok.

### Cupidó
A Cupidók nem mások, mint kerubok, vagyis egy alacsonyabb rendbe tartozó angyalok. Ők a felelősek a vérvonalért és a sorsokért, ők irányítják az embereket a szerelem terén.

## Időpontok és helyszínek
- 2010. február 14-16.
– Sioux Falls, Dél-Dakota

## Külső hivatkozások
- Supernatural-My Bloody Valentine az Internet Movie Database oldalon (angolul)